# Sydney Lemmon
Sydney Noël Lemmon, född 10 augusti 1990 i Los Angeles i Kalifornien, är en amerikansk skådespelerska. Hon spelar rollen som Ana Helstrom i Huluserien Helstrom. Hon har också medverkat i tre avsnitt av HBO-serien Succession.
Lemmon, som är uppvuxen i Glastonbury i Connecticut, är dotter till skådespelaren och författaren Chris Lemmon, samt barnbarn till skådespelarna Jack Lemmon och Cynthia Stone. Hon har tidigare studerat vid Boston University och Yale University, med examen år 2012 respektive 2017.

## Filmografi (i urval)

### Filmer
- 2019 – Velvet Buzzsaw
- 2022 – Eldfödd
- 2022 – Tár

### TV-serier
- 2018 – Law & Order: Special Victims Unit (TV-serie)
- 2019–2021 – Fear the Walking Dead (TV-serie)
- 2019–2023 – Succession (TV-serie)
- 2020 – Helstrom (TV-serie)